# Otto Planetta
Otto Planetta (Wischau, 2 agosto 1899 – Vienna, 31 luglio 1934) è stato un militare, attivista e politico austriaco, conosciuto per avere assassinato il cancelliere austriaco Engelbert Dollfuß nel 1934.

## Biografia
Planetta nacque in una famiglia cattolica a Wischau, in Austria-Ungheria (ora Vyškov, Repubblica Ceca) nel 1899. Nel 1916 si arruolò volontario nel servizio militare dell'esercito austro-ungarico. Dopo il crollo dell'Austria-Ungheria nel 1918 alla fine della prima guerra mondiale, si unì alla Volkswehr, poi alla Gendarmeria e al Bundesheer, il successore della Volkswehr dopo il 1920. Il suo ultimo grado militare fu quello di sergente maggiore. Di mestiere era un venditore al dettaglio. Al momento della sua morte era sposato ma non aveva figli e viveva in via Laxenburger a Favoriten, il 10º distretto di Vienna.
Nel 1929 si unì al partito nazista e, insieme a Fridolin Glass e Franz Holzweber fondò la "Associazione dei soldati tedeschi per la registrazione dei nazionalsocialisti nelle forze armate austriache". Nel 1933, mentre era disoccupato, giocò un ruolo di primo piano nella formazione di un reggimento delle SS, creato sotto gli ordini diretti di Adolf Hitler per essere un gruppo di truppe d'assalto progettate per creare il caos nelle strade austriache.
Il 25 luglio 1934, all'inizio del Putsch di luglio, un fallito tentativo di colpo di stato da parte dei nazisti austriaci, Planetta sparò uno dei due colpi fatali al cancelliere austriaco Engelbert Dollfuß che morì dissanguato. Poco dopo il suo arresto, un tribunale militare condannò lui e il suo complice Franz Holzweber a "morte per corda", e fu giustiziato sul patibolo per strangolamento dal boia Johann Lang nel tribunale regionale di Vienna il 31 luglio. Su istruzioni del tribunale, Planetta è stato il secondo ad essere impiccato. I corpi non sono stati consegnati ai parenti, ma invece cremati nel crematorio di Simmering. Le ceneri di Planetta furono successivamente sepolte nel cimitero di Dornbach.

### Glorificazione nello Stato nazista
Dopo l'Anschluss d'Austria il 12 marzo 1938, Planetta fu elevato allo status di "eroe della libertà austriaca". Numerose strade della "Grande Germania" portarono il suo nome, come Gemmrigheimer Street a Zuffenhausen, Pfarrgasse a Baden bei Wien e Habsburger Street a Dresda. Anche le odierne Maria e Rudolf-Fischer-Hof di Vienna-Favoriten e le fraternità studentesche, ad esempio la fraternità Bruna Sudetia di Vienna, hanno preso il nome da lui.